# Àlex Crivillé

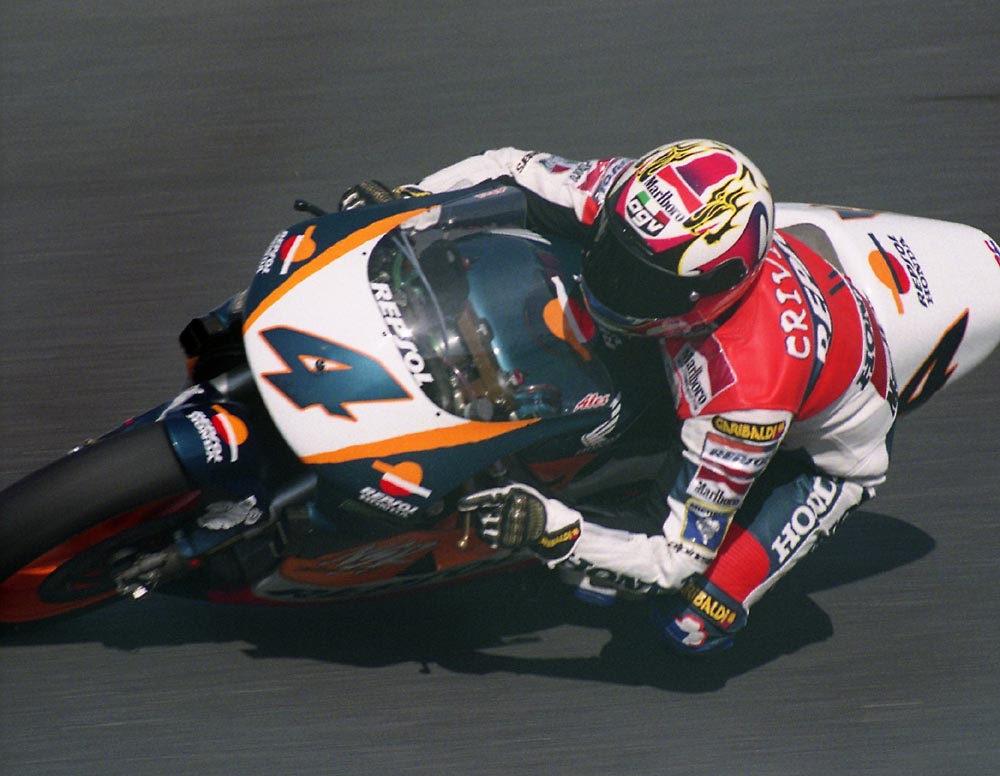
Àlex Crivillé tijdens de Grand Prix van Japan in 1996

Àlex Crivillé (Barcelona, 4 maart 1970) is een Spaans voormalig motorcoureur en tweevoudig wereldkampioen.
Crivillé behaalde bij zijn eerste WK wegrace in 1987 in de 80cc-klasse de tweede plaats. Het seizoen 1988 beëindigde hij als zevende in het algemeen klassement en reed het jaar erop zijn eerste complete seizoen in de 125 cc. Hij won in zijn eerste jaar de wereldtitel met vijf Grand Prix overwinningen. In het seizoen 1990 stapte hij over naar de 250cc-klasse. Na twee seizoenen zonder overwinning stapte hij naar de 500cc-klasse over. In het seizoen 1992 werd hij in het team van Sito Pons achtste in het algemeen klassement en haalde één overwinning in de Dutch TT. In 1993 werd Crivillé wederom achtste en werd in 1994 teamcollega van Mick Doohan en fabrieksrijder bij Honda Team HRC. Hij werd in 1995 en 1997 vierde, in 1998 derde en in 1996 tweede in de eindrangschikking.
Na Doohans einde van zijn carrière greep Crivillé de kans aan en won met zes overwinningen de wereldtitel in 1999. Na twee verdere middelmatige seizoenen in 2000 en 2001 werd zijn contract bij Honda niet verlengd. Een geplande overstap in 2002 naar het D'Antin-Team ging vanwege gezondheidsklachten niet door. Crivillé beëindigde daarop zijn actieve carrière in de motorsport.